# Мойлово
Мойлово — село в Ульяновском районе Калужской области России. Входит в сельское поселение «Село Дудоровский».
В 2020 году селу присвоено почётное звание Калужской области «Рубеж воинской доблести»

## История
В 1638 году в дозорной книге Козельского уезда с русской стороны Кцынской засеки в числе прочих населенных мест упомянута и деревня Мойлова. Близость деревни к засечной черте дает право утверждать, что население предоставляло ополчение для защиты Козельской засечной черты.
В Списке населённых мест Калужской губернии за 1859 год Мойлово упоминается как владельческая деревня Жиздринского уезда при речке Холупке в 50 верстах от уездного города близ Козельского и Сухиничского трактов, в которой насчитывалось 142 дворов.
После реформы 1861 года деревня вместе с четырьмя другими селениями вошла в Кцынскую волость, позднее в ней была открыта земская школа. К 1915 году в ней обучалось до 210 учеников.
В 1989 году в деревне была построена деревянная церковь на каменном фундаменте, престол которой был освящён 13 октября во имя иконы Божией Матери «Всех Скорбящих Радость». В 1902 начато строительство каменной церкви, здание которой было завершено в 1904 году, однако отделка продолжалась до 1914—1915 годов. В 1950 году по решению исполкома церковное здание было разобрано на строительный материал.
В 1920 году в составе Жиздринского уезда Мойлово было передано в Брянскую губернию. В следующие годы, при укрупнении волостей, Кцынская волость вошла в состав Милеевской, которая в свою очередь была упразднена в 1929 году, с введением районного деления, после чего Мойлово перешло в Хвастовичский район Западной области. В 1937 году район был передан Орловской, а в 1944 году — Калужской области.
21 октября 1941 года населённый пункт был оккупирован немецкими войсками. В ходе Орловской операции 12—13 июля 1943 Мойлово в числе соседних населённых пунктов было занято войсками Армии генерала И. Х. Баграмяна, однако 15 июля противник контратаковал и вновь овладел деревней.
20 июля 1943 года прибывшая маршем из-под Калуги 11-я общевойсковая армия генерал-лейтенанта И. Федюнинского перешла в наступление и заняла Мойлово 21 июля 1943 года.
Село было выселено примерно в 2013 году.

## Население
| 1859 | 1896  | 1913  | 1915  | 2002 | 2010 |
| ---- | ----- | ----- | ----- | ---- | ---- |
| 1342 | ↗2155 | ↗2820 | ↗3038 | ↘28  | ↘8   |